# Kindamba
Kindamba est une ville de la République du Congo située dans le département du Pool notamment au nord-ouest à 100 km de la capitale Brazzaville. Elle est le chef-lieu du district de Kindamba,. Elle a été fondée comme poste de mission par les spiritains en 1924.

## Personnalités nées à Kindamba
- Jean-Pierre Makouta-Mboukou, homme politique, universitaire et écrivain